# نواه بالمر
نواه بالمر (بالإنجليزية: Noah Palmer)‏ (21 أبريل 1983 بويليامزبرغ في الولايات المتحدة - ) هو لاعب كرة قدم أمريكي في مركز حراسة المرمى. لعب مع ريال سالت ليك وكولومبوس كرو وChesapeake Dragons ‏ وLegacy 76 ‏.

## وصلات خارجية
- نواه بالمر على موقع الدوري الأمريكي (الإنجليزية)
- نواه بالمر على موقع قاعدة بيانات كرة القدم.إي يو (الإنجليزية)